# アヒト・イナザワ
アヒト・イナザワ（1973年6月6日 - ）は、日本のミュージシャン。福岡県糟屋郡須恵町出身。向井秀徳、田渕ひさ子、中尾憲太郎と結成したナンバーガール（ドラム担当）でデビューし、上京。ナンバーガール解散後は、向井とZAZEN BOYS（ドラム担当）を結成したが、2004年12月30日のライブ（COUNTDOWN JAPAN04/05）を最後に脱退。その後VOLA & THE ORIENTAL MACHINEを結成し、ボーカル・ギターを担当。それに並行して再結成されたBEYONDSにドラムとしても加入、2011年8月5日脱退。2025年3月17日、ジストニアの悪化によりすべてのドラム活動を中止することを発表。

## 人物
- SNSは2022年8月現在、インスタとX（旧Twitter）を行っている。NUMBER GIRL再結成時には再結成以前のXでの所謂政治的発言が問題視され、謝罪した。
- 愛犬はシーズー。名前はクック。
- サッカー好き。
- 趣味は釣り、形態模写。
- ホーミーが出来る。ナンバーガールのアルバム『NUM-HEAVYMETALLIC』収録曲「黒目がちな少女」でホーミーを行った。
- ネコの鳴き真似なども得意で、ナンバーガールの作品でもフィーチャーされている。
- デビュー前はジーンズショップ、服屋、運送会社、甘栗屋と様々なアルバイトをやっていた。
- ナンバーガール時代の代表曲「OMOIDE IN MY HEAD」等イントロがドラムスから始まる曲では、演奏前に向井が「ドラムス、アヒト・イナザワ」とMCを入れるのが通例になっていた。
- 童顔であり、更に長めの髪をゴムで括っていた時期もあった。そのため、東芝EMIの新人発掘スタッフは、ナンバーガールをスカウトする際、髪を括ったアヒトの映ったライブ映像を観て、女の子のドラムがいるバンドだと勘違いしていた。向井曰く｢アレはレモンヘッズのマネ｣とのこと。
- 他のメンバーよりも博多弁がコアである。しかし、上京後に地元に帰郷した際、地元の若者の喋る方言に自分もああやって喋っていたのかとビックリしたと語る。
- 2005年のカウントダウンライブでVolaのメンバーでもあるSyrup16gの中畑大樹と共に会場内の飲食店で泥酔し、そのまま運び出された。酒にまつわる失敗談は多く、ナンバーガール時代、ライブ中にビールを飲み、誰が見ても明らかなほど酔っ払った状態で演奏したり、記録用のビデオカメラの前で放送できないような発言をした事もある。その様子は映像作品「NUMBER GIRL映像集」で観る事が出来る。
- アメリカツアー中、購入した腕時計をスタッフやメンバーに嬉しそうに自慢していたが、その直後にエレベーターの中で大破させてしまい、ひどく落ち込んでしまった。
- 2006年秋の雑誌「PS」（小学館）のCMで、モデルのアリスの後ろでドラムを叩く姿を見ることができる。
- 近年は福岡に帰郷し、ナンバーガールの再結成まではトラックドライバーの仕事をしながら音楽活動を続けていた。再結成後も続けている。
- 近年はNUMBER GIRL以外ではドラムは叩かずギターボーカルとしての活動が中心。その理由としてアヒトは「キックがちゃんと踏めなくなり、それが原因でドラムから離れた。」と語っている。2004年にZAZEN BOYSを脱退した理由も、ジストニアの悪化で向井より脱退を促されたからであるという。